# Tomba dei dolii e degli alari
La Tomba dei dolii e degli alari è una tomba ipogea etrusca risalente alla fine del VI secolo a.C., scoperta nella necropoli della Banditaccia a Cerveteri.

## Descrizione
La tomba si trova all'interno del Tumulo II, tra i più grandi della necropoli, dove sono state scavate anche la Tomba della capanna, la Tomba dei vasi greci e la Tomba dei letti funebri.
La tomba presenta una struttura molto regolare; un breve corridoio d'entrata, cui si affacciano due celle simmetricamente opposte, poste prima della stanza principale, rettangolare e scavata in asse rispetto il corridoio d'entrata, cui segue un'altra camera funeraria. Deve il nome ai diversi doli ritrovati al suo interno, e alla tomba di destra dove sono stati trovati diversi strumenti per la cottura della carne, come bacili, calderoni, spiedi ed alari . 
La camera degli Alari, fu ritrovata intatta, ed oltre agli strumenti per la cottura della carne, restituì molto materiale prezioso; la circostanza fece cadere l'ipotesi che le stanze laterali fossero utilizzate per i sepolcri della servitù.